# Горки (посёлок, Дмитровский городской округ)
Горки — посёлок в Дмитровском районе Московской области, в составе Сельского поселения Костинское.

## Расположение
Деревня расположена в восточной части района, у границы с Сергиево-Посадским, примерно в 15 км почти на восток от Дмитрова, высота центра над уровнем моря 196 м. Ближайшие населённые пункты — посёлок станции Костино на северо-востоке, Лавровки на западе и Труневки на юге.

## История
До 2006 года Горки входили в состав Костинского сельского округа.
Постановлением Губернатора Московской области от 21 февраля 2019 года № 75-ПГ категория населённого пункта изменена с «деревня» на «посёлок».

## Население
| 2002 | 2006 | 2010 |
| ---- | ---- | ---- |
| 39   | ↘38  | ↗42  |